# Baseline (Band)
Baseline ist eine multinationale Jazzband. Sie besteht seit 1994. "Baseline" wurde von dem niederländischen Bassisten Hein van de Geyn gegründet. Mitglieder waren zunächst der Gitarrist John Abercrombie und der Schlagzeuger Joe LaBarbera; außerdem wirkten die Sängerin Dee Dee Bridgewater und der Holzbläser John Ruocco an einzelnen Alben der Band mit. Obwohl nominell von Hein van de Geyn geführt, und dieser auch die meisten Kompositionen beiträgt, wurde die Musik von Baseline zunächst stark von John Abercrombies Stil geprägt.

## Diskographie
- 1994 – Why Really (Challenge) mit Dee Dee Bridgewater
- 1994 – Standards (Challenge)
- 1996 – Baseline Returns (Challenge) mit John Ruocca
- 2006 – Hein van de Geyn's Baseline Feat. John Abercrombie The Guitar Album (Challenge) mit Ed Verhoeff und Hans van Oosterhout
- 2007 – Standards (Challenge, Ursprungsbesetzung)